# Nissan Serena
Nissan Serena — комплектується 4-циліндровими двигунами об'ємом 2.0л (бензин), 2.5л (бензин), 2.5л (дизель) і АКПП варіаторного типу (CVT). Перше покоління (кузов C23) з'явилося в 1990 році і випускалося в Японії до 1999, з кінця 1992 випускається в Іспанії (ліве кермо). З 1999 по 2005 в Японії випускалися машини другого покоління (кузов C24). З 2005 по 2010 випускалося третє покоління Serena (кузов C25). З 2010 випускається четверте покоління Serena (кузов C26).
У 2016 році з'явилось п’яте покоління Nissan Serena (індекс C27). Сучасний Nissan Serena - це просторий, комфортний автомобіль для перевезення великої кількості пасажирів та багажу. Середньостатистична модель Serena оснащена 6.5-дюймовим екраном інформаційно-розважальної системи, який має численні медіа можливості, включаючи відображення навігації. Для урізноманітнення дозвілля пасажирів, передбачений рідкокристалічний екран, який відтворює зображення медіа плеєру. Початкові моделі мають це ж обладнання у переліку опцій. До базових елементів безпеки належать: динамічний контроль, протибуксувальна система та функція допомоги при русі зі схилу. У базу також входять дві подушки безпеки. 

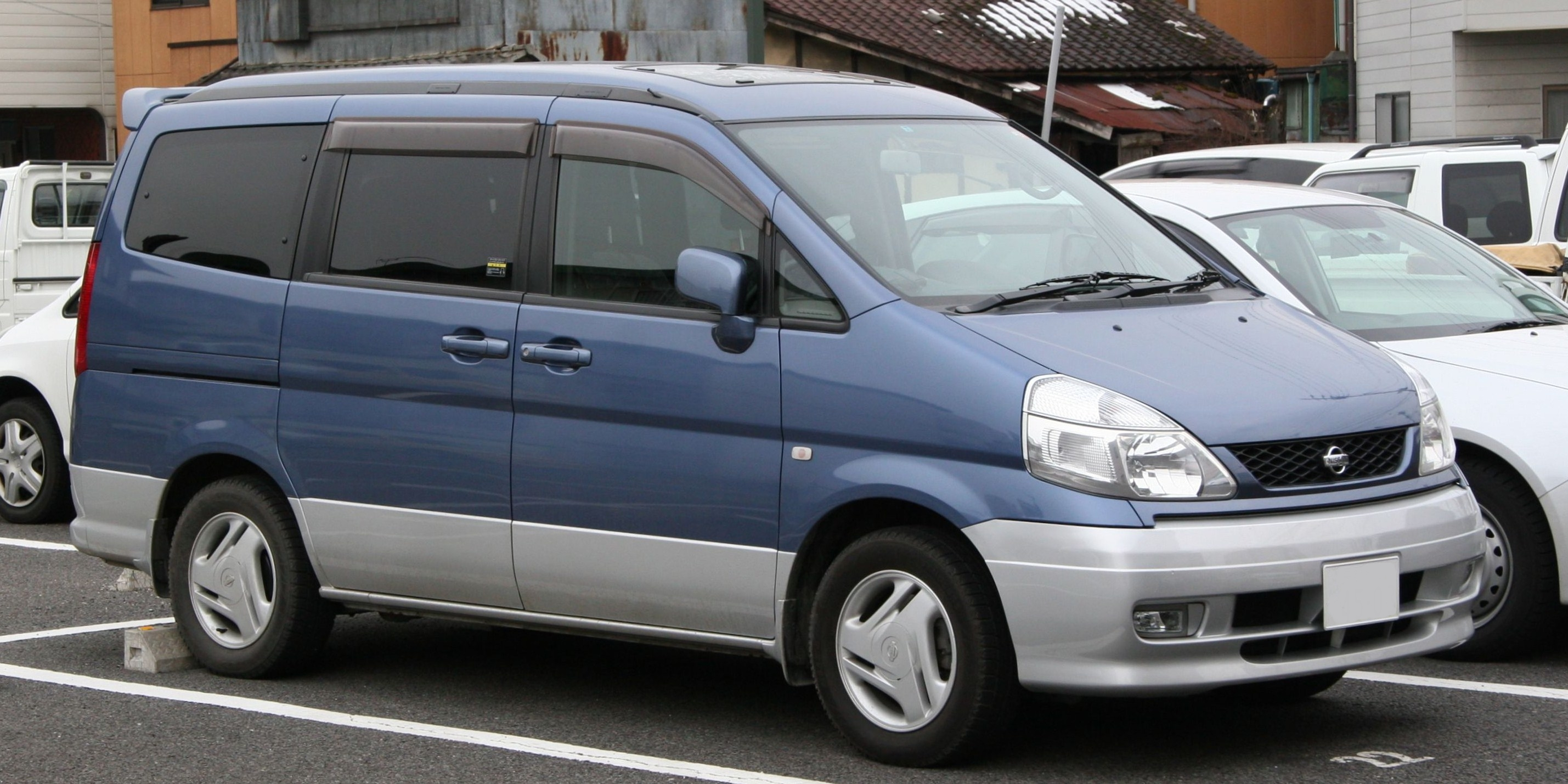
Nissan Serena C24
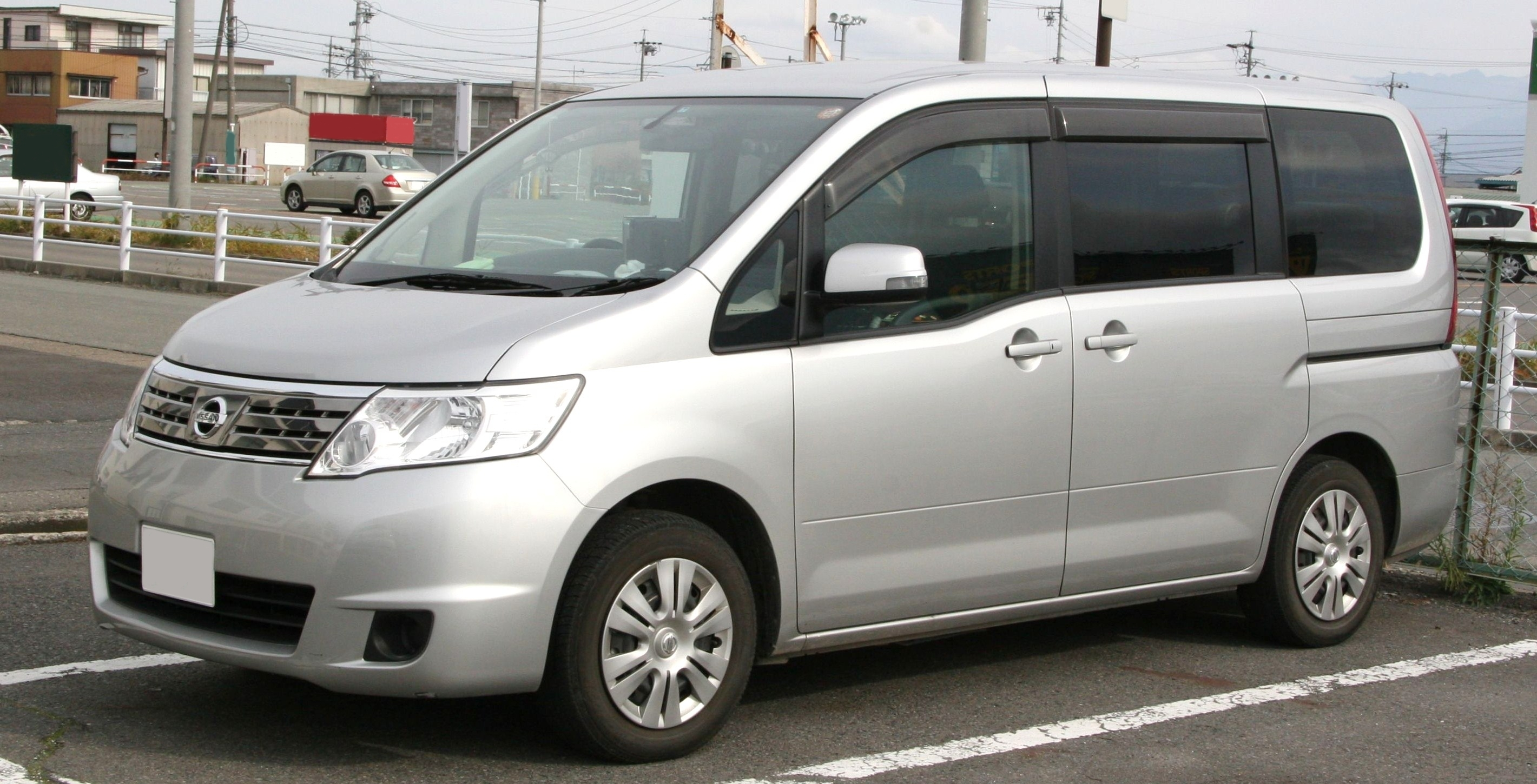
Nissan Serena C25
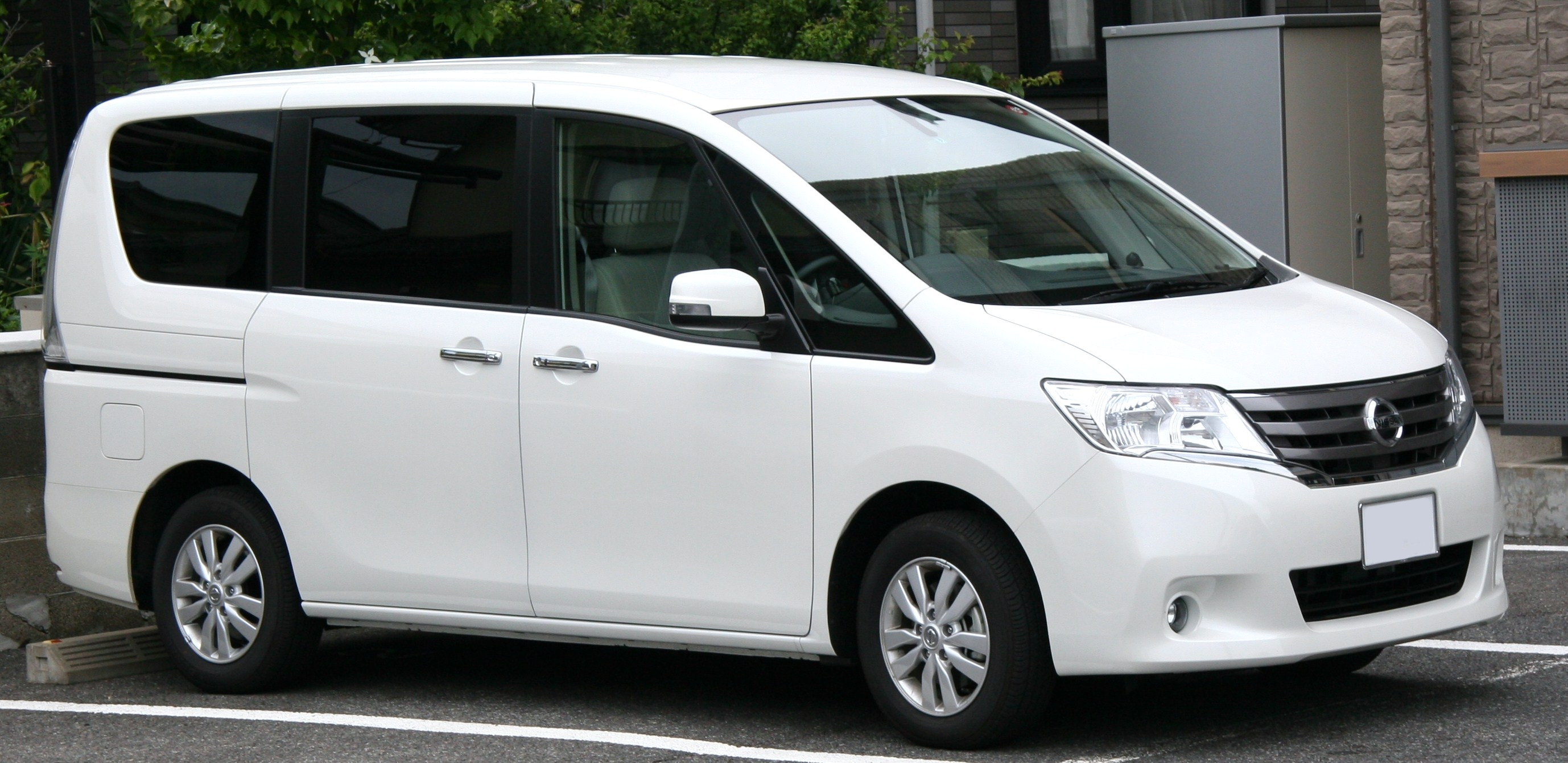
Nissan Serena C26
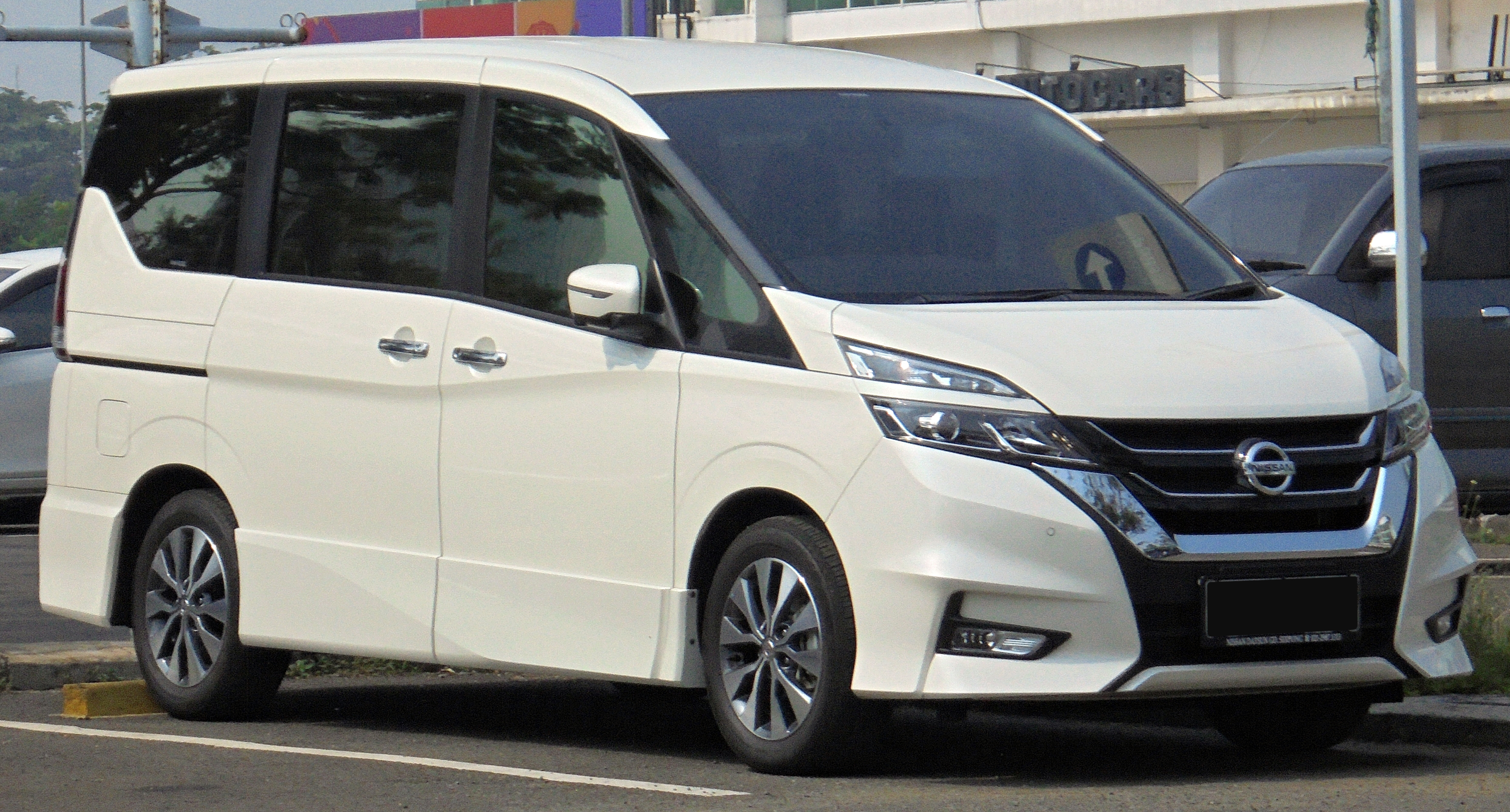
Nissan Serena C27

## Nissan Serena C23 (1991–2002)

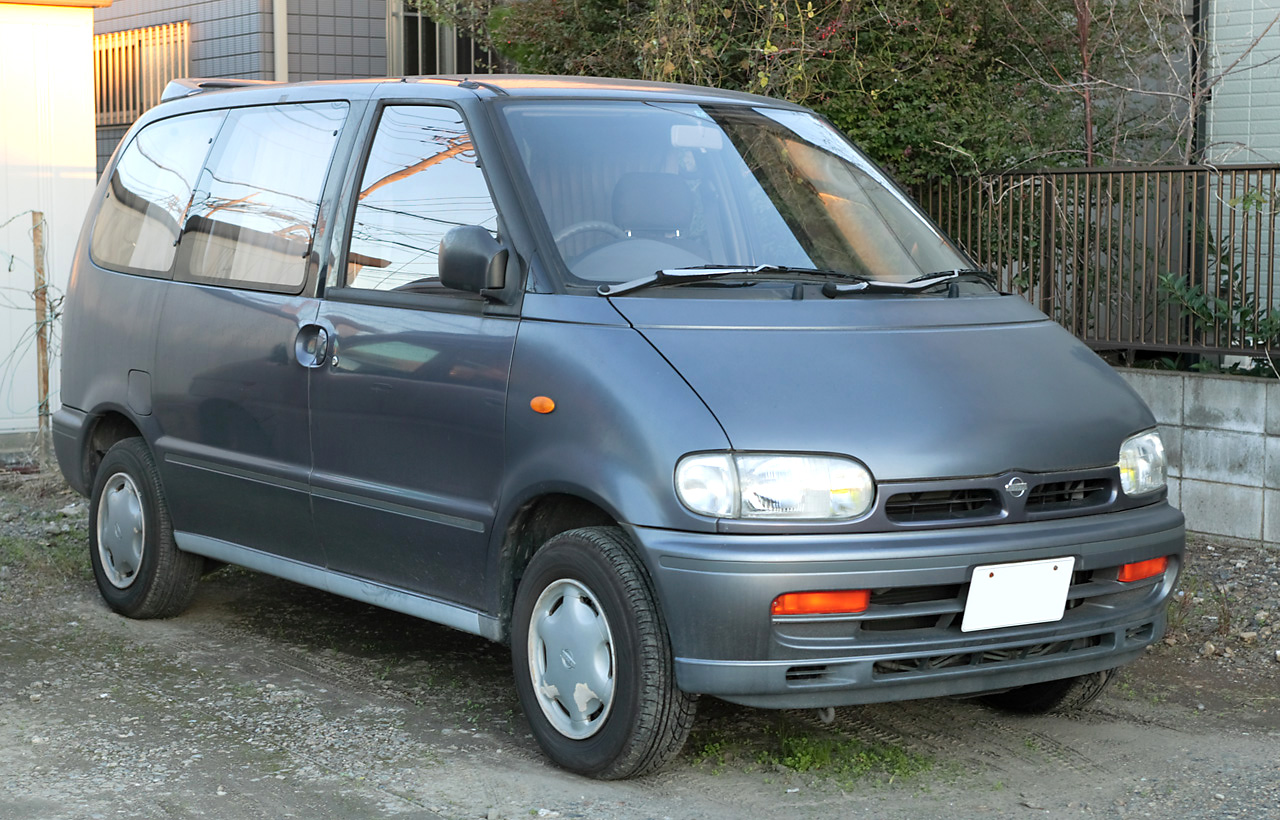
Nissan Serena C23

Автомобіль почав випускатися в 1991 році. Через витягнуту вперед передню частину кузова двигун став розташовуватися на передній осі, що поліпшило ходові характеристики автомобіля. Кузов оснащений дверима за наступною схемою: 2 двері + змінні (розсувні) пасажирські двері + задні двері.
У салоні - 8 сидінь, розташованих у три ряди за схемою 2-3-3. Спочатку існували модифікації, на які встановлювали рядні 4-циліндрові двигуни DOHC об'ємом 1,6 л, але потім Serena стала комплектуватися тільки 2-літровим рядним 4-циліндровим двигуном DOHC і дизельним двигуном з турбонаддувом. Машина випускається в задньо- і повноприводному варіантах з 5-ступінчастою МКПП або 4-ступінчастим АКПП.
У 1994 році автомобіль оновили. 
У 1997 році автомобіль оновили вдруге, передня частина кузова змінилася за рахунок збільшеної решітки радіатора.
Комерційна версія в Європі називається Nissan Vanette E.

### Двигуни
- 1.6L GA16DE I4 97/102 к.с.
- 2.0L SR20DE I4 130 к.с.
- 2.4L KA24E I4 126 к.с.
- 2.0L CD20 I4 diesel 76 к.с.
- 2.0L CD20T I4 turbo diesel 91 к.с.
- 2.0L CD20ET I4 turbo diesel 97 к.с.
- 2.0L LD20 I4 diesel 67 к.с.
- 2.3L LD23 I4 diesel 79 к.с.